# كيوتو أنيميشن
كيوتو أنميشن اليابانية (京都アニメーション) هي شركة يابانية متخصصة في صنع الإنميات تقع أستديوهات الشركة في مدينة أوجي في محافظة كيوتو اليابانية أنشئت الشركة في عام 1981 وفي عام 1999 أصبحت شركة محدودة، يرأس الشركة حاليا هيديكا هاتا وقد أنشئت الشركة حتى عام 2007 سبعة سلاسل أنمي.
في يوم الخميس 18 يوليو عام 2019، اندلع حريق في استوديو في تمام الساعة العاشرة صباحا بتوقيت اليابان وراح ضحيتها 33 شخصا حسبما ذكرت وسائل اليابانية الرسمية ورجحت الشرطة بان حريق كان متعمد وتخريبي.

## التاريخ
احد المؤسسين، هي يوكو هاتا كانت موظفة في شركة موشي برودكشن، وأصبحت مستقلة عن الإنتاج عندما انتقلت إلى كيوتو بعد أن تزوجت من هيدياكي هاتا. ثم تأسست كيوتو أنيميشن في عام 1981 من قبل الزوجين. أصبح هيدياكي رئيس الشركة ويوكو نائب للرئيس. أصبحت شركة محدودة في عام 1985 وشركة إنتاج في عام 1999. ويستند شعارها على كانجي كيو ( kyō 京)، أول شخصية في كيوتو. في وقت مبكر من تاريخها، شاركت في إنتاج Kiddy Grade، إينوياشا، Tenchi Universe ،Nurse Witch Komugi، و Generator Gawl. أنتجت كيوتو أنيميشن أيضا سلسلة من الافتتاحية الصوتية وتنتهي لأربعة أقساط من سلسلة لعبة البيسبول طويلة لكونامي Jikkyō Powerful Pro Yakyū (Power Pro).
ابتداءً من عام 2009، منحت شركة كيوتو أنيميشن روايات ومانغا أصلية في جائزة كيوتو أنيميشن السنوية، تم نشرتها لاحقًا بطابع KA Esuma Bunko. فرص الفوز لها فرصة للتكيف مع الأنمي. الحب متلازمة الصف الثامن وأوهام أخرى، فري!، ما وراء الحدود ، فانتوم وورلد متعدد الألوان وتسوروني هي الروايات التي تلقت إشارة مشرفة في هذه المسابقة. في يوم 18 يوليو 2019 حدث حريق مفتعل ابتلع استوديو إنتاج الأنمي في صباح يوم الخميس. وأودى الحريق بحياة 16 شخصاً على الأقل مع إصابة 40 آخرين. وتقول الشرطة أن شهود العيان في الاستودو الذين نجوا من الحريق تمكنوا من رؤية رجل ياباني في الأربعين من عمره يصرخ موتوا أو الموت لكم بينما كان يوقد النار بمبنى استوديو كيوتو أنميشن.
ويقول المحققون بأنهم قد وجدوا سكاكين عديدة في مسرح الجريمة، ويعتقد أن الرجل الذي أشعل الـ حريق كان مصاباً إثره وتم إرساله إلى المستشفى للعلاج. وتم إيجاد العديد من الجثث في الطابق الثاني من مبنى استوديو كيوتو أنميشن المكون من 3 طوابق، وصرحت الشرطة أنه كان هناك 70 شخصاً على الأقل يعملون في المبنى أثناء إندلاع الحريق في تمام الساعة الـ 10:35 صباحاً بتوقيت اليابان.
ويقول قسم الإطفاء في مدينة كيوتو أن حصيلة القتلى في تزايد مع الوقت بعد إطفاء الـ حريق والبحث في الأنقاض عن الجثث، ولم يكشف المحققون دافع الرجل الأربعيني الذي أشعل الحريق حتى الآن، ولكن بعض الآراء الشائعة تقول أن الحريق هو جريمة كراهية ضد الاستوديو أو ضد صناعة الأنمي بشكلٍ عام!
 في عام 2014 أصبحت رواية فيوليت إيفرغاردن أول عمل للفوز بجائزة كبرى في الفئات الثلاث. 
وفقًا لداني كافالارو، أصبحت كيوتو أنيميشن مشهورة بقيمها الإنتاجية العالية و «الحساسية للعجائب والمآزق في الحياة العادية»

## دو أنيميشن
تم تأسيس شركة مساعدة، دو أنيميشن (باليابانية: ウ ア ニ メ ー シ ョ ン ド ゥ ウ، بالروماجي: Kabushiki-gaisha Animēshon Dū)، لمساعدة الإنتاج في كيوتو أنيميشن  تأسست في الأصل باسم مكتب كيوتو أنيميشن في أوساكا، تم تأسيسها كشركة محدودة في عام 2000 ، وأصبحت شركة في عام 2010. يتم تشغيل كلتا الشركتين من قبل هيدياكي هاتا ويتم تشغيلهما بشكل مشترك كشركة واحدة. فهي تنتج أعمالًا قادمة وتحت عنوان كيوتو أنيميشن مع دو أنيميشن كمقاول رئيسي لها وتعمل فيها، حيث تعمل كشركة واحدة جنبًا إلى جنب مع كيوتو أنيميشن. انهم يعملون على معظم مشاريع كيوتو أنيميشن ولديهم تواقيع مشتركة.

## أعمال الإستوديو

### المسلسلات
- فل ميتال بانيك؟ فوموفو (2003)
- اير (2005)
- فل ميتال بانيك! ذا سكند رايد (2005)
- كآبة هاروهي سوزوميا (2006)
- كانون (2006)
- النجم المحظوظ (2007)
- كلاند (2007 ــ 2008)
- مونتو (2009)
- كي أون (2009)
- حياتي العادية (2011)
- هيوكا (2012)
- الحب متلازمة الصف الثامن وأوهام أخرى (2012)
- تاماكو ماركت (2013)
- فري! (2013)
- ما وراء الحدود (2013)
- أماغي بريليانت بارك (2014)
- صوت البوق (2015)
- فانتوم وورلد متعدد الألوان (2016)
- خادمة الآنسة كوباياشي تنين (2017)
- فيوليت إيفرغاردن (2018)
- تسوروني (2018)
- كتالوج كهرباء القرن العشرين

### الافلام
- اختفاء هاروهي سوزوميا (2010)
- هاي سبيد! فري! ستارتنغ ديز (2015)
- صوت صامت (2016)
- فري! تايمليس ميدلي (2017)
- فري! تيك يور ماركز (2017)
- الحب متلازمة الصف الثامن وأوهام أخرى! تيك أون مي (2018)
- ليز آند ذا بلو بيرد (2018)

## وصلات خارجية
- الموقع الرسمي
- كيوتو أنيميشن على موقع IMDb (الإنجليزية)
- كيوتو أنيميشن على موقع ANN company (الإنجليزية)